# Miemingergebergte

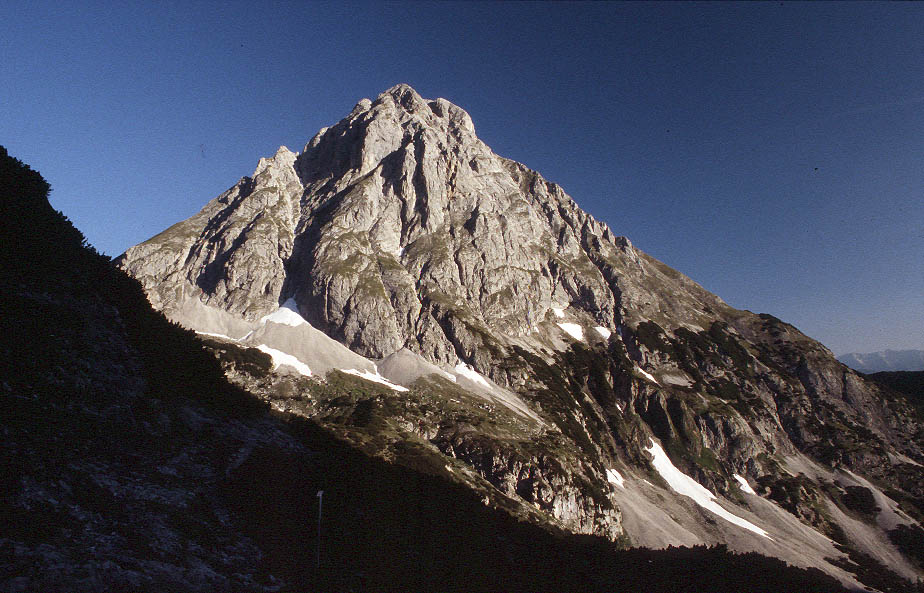
De Ehrwalder Sonnenspitze (2412 m) in het Miemingergebergte vanaf de Coburger Hütte

Het Miemingergebergte (ook bekend onder de Duitse naam Mieminger Kette) is een bergketen van de Noordelijke Kalkalpen in de Oostenrijkse deelstaat Tirol. De keten ligt tussen het Gaistal in het noorden, het Oberinntal in het zuiden, de Fernpas in het westen en de Seefelder Sattel in het oosten.
Het gebied rondom de Coburger Hütte en de meren Seebensee en Drachensee in het westen wordt druk bezocht, evenals het gebied rondom de Hohe Munde in het oosten, dat geliefd is bij wintersporters. Het middelste gedeelte van het Miemingergebergte is echter nog weinig toegankelijk en zeer rustig. De westzijde van het Miemingergebergte is vanuit Ehrwald bereikbaar met de Außerfernspoorlijn. Vanuit Mittenwald en Seefeld in Tirol rijden streekbussen naar Leutasch, aan de noordoostelijke zijde van de bergketen.

## Naburige bergmassieven
Aan het Miemingergebergte grenzen de volgende tot de Alpen behorende bergmassieven:
- Lechtaler Alpen (in het westen)
- Stubaier Alpen (in het zuiden)
- Ötztaler Alpen (in het zuidwesten)
- Wettersteingebergte (in het noorden)
- Karwendel (in het oosten)

Het Miemingergebergte wordt soms ook samen met het Wettersteingebergte aangemerkt als een bij elkaar horend bergmassief.

## Bergtoppen
De belangrijkste bergtoppen in het Miemingergebergte: 
1. Hochplattig (2768 m)
2. Östliche Grießspitze (2751 m)
3. Westliche Grießspitze (2743 m)
4. Hochwand (2721 m)
5. Östliche Mitterspitze (2705 m)
6. Westliche Mitterspitze (2693 m)
7. Mittlere Mitterspitze (2686 m)
8. Hohe Munde (2662 m)
9. Wannig (of Wanneck) (2495 m)
10. Vorderer Tajakopf (2450 m)
11. Ehrwalder Sonnenspitze (2417 m)
12. Hinterer Tajakopf (2408 m)
13. Tschirgant (2370 m)
14. Simmering (2098 m)